# Isosthenie
Isosthenie (gr. ἰσοσθένεια isostheneia = Gleichkräftigkeit) ist ein Schlüsselbegriff des Skeptizismus und bedeutet die Gleichwertigkeit widerstreitender Argumente in einer philosophischen Diskussion. 
Die Rolle der Isosthenie innerhalb skeptischer Argumentationen wurde bereits von den Vertretern der pyrrhonischen Skepsis in der Antike hervorgehoben und im Detail von Sextus Empiricus im Grundriß der pyrrhonischen Skepsis beschrieben. 
Die Skeptiker gehen bei der Erörterung einer beliebigen philosophischen Frage von einem Für und Wider einander widerstreitender Argumente aus. Mit Hilfe bestimmter Argumentationstechniken, der Tropen, zeigen die Skeptiker, dass es grundsätzlich nicht möglich ist, für eines der diskutierten Argumente eine bessere Begründung als für alle übrigen zu finden. Vielmehr erscheinen alle Argumente gleich gut begründet, da jedem Argument ein gleichwertiges entgegensteht. Die skeptische Diskussion endet daher stets in einer argumentativen Pattsituation: der Unentscheidbarkeit des Widerstreits aufgrund gleichwertiger Argumente, die als Isosthenie bezeichnet wird. 
Die Herbeiführung von Isosthenie ist das Ziel skeptischer Argumentation. Aus der Isosthenie folgt nach Auffassung der Skeptiker, dass man sich des Urteils enthalten müsse (skeptische Haltung der Epoché).